# Verdammt wir leben noch
Verdammt wir leben noch ist das neunte und letzte Falco-Studioalbum, an dem er zu Lebzeiten mitgearbeitet hatte. Es wurde 1999 veröffentlicht.

## Hintergrund
Auf dem Album befindet sich eine Sammlung von Songs, die Falco ursprünglich für andere Alben produziert, aber bis dato nicht veröffentlicht hatte, und einige neue Remixe alter Songs. Unter anderem beinhaltet es auch Stücke des Vorgängeralbums Out of the Dark (Into the Light) (ursprünglich geplanter Albumtitel: Egoisten), die nach dem Misserfolg von Naked verworfen wurden, sowie bislang unveröffentlichte Liedproduktionen für das Studioalbum Wiener Blut (ursprünglich geplanter Albumtitel: Aya).
Im Jahr 1995 schrieb Falco neue Songs und nahm einige davon auf, darunter Europa (Originaltitel: Dame Europa), das er dem EU-Beitritt Österreichs widmete. Außerdem nahm er die Songs Push! Push! (nicht auf diesem Album enthalten), Verdammt wir leben noch und Die Königin von Eschnapur auf.
Weitere Songs auf dem Album entstanden 1987 auf Wiener-Blut–Sessions (¿Qué Pasa, Hombre? und Poison), außerdem befindet sich auch Falcos allerletzter eingespielter Song Krise auf diesem Album. Da die Songs teilweise noch nicht fertig produziert waren, wurden sie von Falcos früherem Bandleader Thomas Rabitsch für dieses Album nachträglich fertiggestellt.
Die drei Songs Fascinating Man, We Live for the Night und From the North to the South wurden von den Bolland-Brüdern produziert und sind als einzige keine eigentlichen Falco-Songs, sondern posthum angefertigte alternative Mixe der Titel Genie und Partisan (A Fascinating Man) und Metamorphic Rocks von 1991. Der letzte Song auf dem Album ist ein Thomas-Rabitsch-Remix von Verdammt wir leben noch und schließt am Ende den musikalischen Falco-Kreis, indem er mit den Anfängen Falcos endet.
Im Booklet zur CD wird das Album als „Abrechnung mit dem Zeitgeist der neunziger Jahre“ beschrieben.
Nach dem Misserfolg von Naked, mit dem er einen radikalen Vorstoß an die deutsche Popszene vorsah, verwarf Falco seine Ideen wieder und verschob die Produktion neuer Songs mehrere Male.

## Musikvideo
Das Video zu Verdammt wir leben noch ist aus der subjektiven Sicht Falcos gedreht, er selbst ist im Bild nie zu sehen. Die Handlung stellt seine Ankunft im „Pop-Himmel“ dar: Mehrere tote Berühmtheiten (Humphrey Bogart, Albert Einstein, Freddie Mercury, Jimi Hendrix, Marilyn Monroe sowie Elvis Presley) begrüßen Falco in einer dunklen Spelunke, in der sie sich mit bzw. bei Alkohol, Drogen, Sex, Glücksspiel und Musik vergnügen.

## Titelliste
1. Verdammt wir leben noch – 5:17 (aufgenommen 1994/95)
2. Die Königin von Eschnapur – 4:31 (aufgenommen 1994/95)
3. Qué pasa hombre – 4:16 (aufgenommen 1987)
4. Europa – 5:09 (aufgenommen 1994/95)
5. Fascinating Man – 4:00 (aufgenommen 1992, Remix des Songs „Genie und Partisan (A Fascinating Man)“)
6. Poison – 4:24 (aufgenommen 1987)
7. Ecce Machina – 5:32 (aufgenommen 1994/95)
8. We Live for the Night – 3:52 (aufgenommen 1992, Remix des Songs „Genie und Partisan (A Fascinating Man)“)
9. Krise – 3:46 (aufgenommen 1997)
10. From the North to the South – 3:11 (aufgenommen 1992, Remix des Songs „Metamorphic Rocks“)
11. Der Kommissar (Club 69 Remix) – 3:41 (Remix von 1998)
12. Verdammt wir leben noch (Remix) – 4:28

Anmerkung: In Klammer sind die Titel der Alben angegeben, für die die Songs ursprünglich aufgenommen wurden.